# 志村幸美
志村 幸美（しむら ゆきみ、1958年12月15日 - 1998年8月21日）は、元劇団四季所属女優。母親は、元宝塚歌劇団の女優・眞弓ひかり。

## 生涯
神奈川県藤沢市出身。東京芸術大学声楽科卒業。
1982年、劇団四季研究所入所。84年に『赤毛のアン』でデビュー。『キャッツ』のグリザベラ、『美女と野獣』のミセス・ポットなどを演じた。
野村玲子、保坂知寿と並んで劇団四季の看板女優として活躍していたが、1995年頃から肺癌を発症。その後も舞台生活を続けながら闘病生活を送り、1997年12月に治療に専念する為、退団。
懸命の治療を続けたが、1998年8月21日死去。享年39。遺族の意向で同年10月下旬に初めて公表された。
亡くなる2年前の1996年頃、作曲家のアンドリュー・ロイド・ウェバーからのたっての要望で、四季では『サンセット大通り』の上演計画が立っており、志村を主人公・ノーマ役にキャスティングする予定があった。しかし、志村の発病並びに退団（のちに逝去）により計画は立ち消え。志村逝去から久しい2012年6月時点現在もいまだ劇団四季で『サンセット大通り』の上演は実現していない。(その後、サンセット大通りはホリプロによって上演されている)
39歳というあまりに早すぎる死に、四季の会（ファンクラブ）の会員向け情報誌「ラ・アルプ」内で追悼特集が組まれた。
2000年に公演を行った『ソング&ダンス』の中では、日下武史より志村への追悼メッセージが贈られ（公演地によっては野村玲子や鈴木京子なども担当）、女性シンガー達によって彼女が出演予定だった『サンセット大通り』の歌が唄われ、観客共々その死を悼んだ。

## 出演作品
- 赤毛のアン（ステイシー先生、スローン夫人）
- アスペクツ オブ ラブ（ローズ）
- ウエストサイド物語（サムホエアの歌）
- エルリックコスモスの239時間（エルリック・コスモス）
- オンディーヌ（王妃イゾルテ）
- ガラ・コンサート（女性シンガー）
- 間奏曲（町の人々）
- キャッツ（グリザベラ、ジェリーロラム＝グリドルボーン）
- クレイジー・フォー・ユー（ポリー・ベーカー）
- コーラスライン（ディアナ）
- 35ステップス（女性シンガー）
- ジーザス・クライスト＝スーパースター（マグダラのマリア）
- ドリーミング（光、隣の娘）
- 美女と野獣（ミセス・ポット）
- ミュージカル李香蘭（李愛蓮）
- 夢から醒めた夢（マコの母）